# Speinsharter Forst

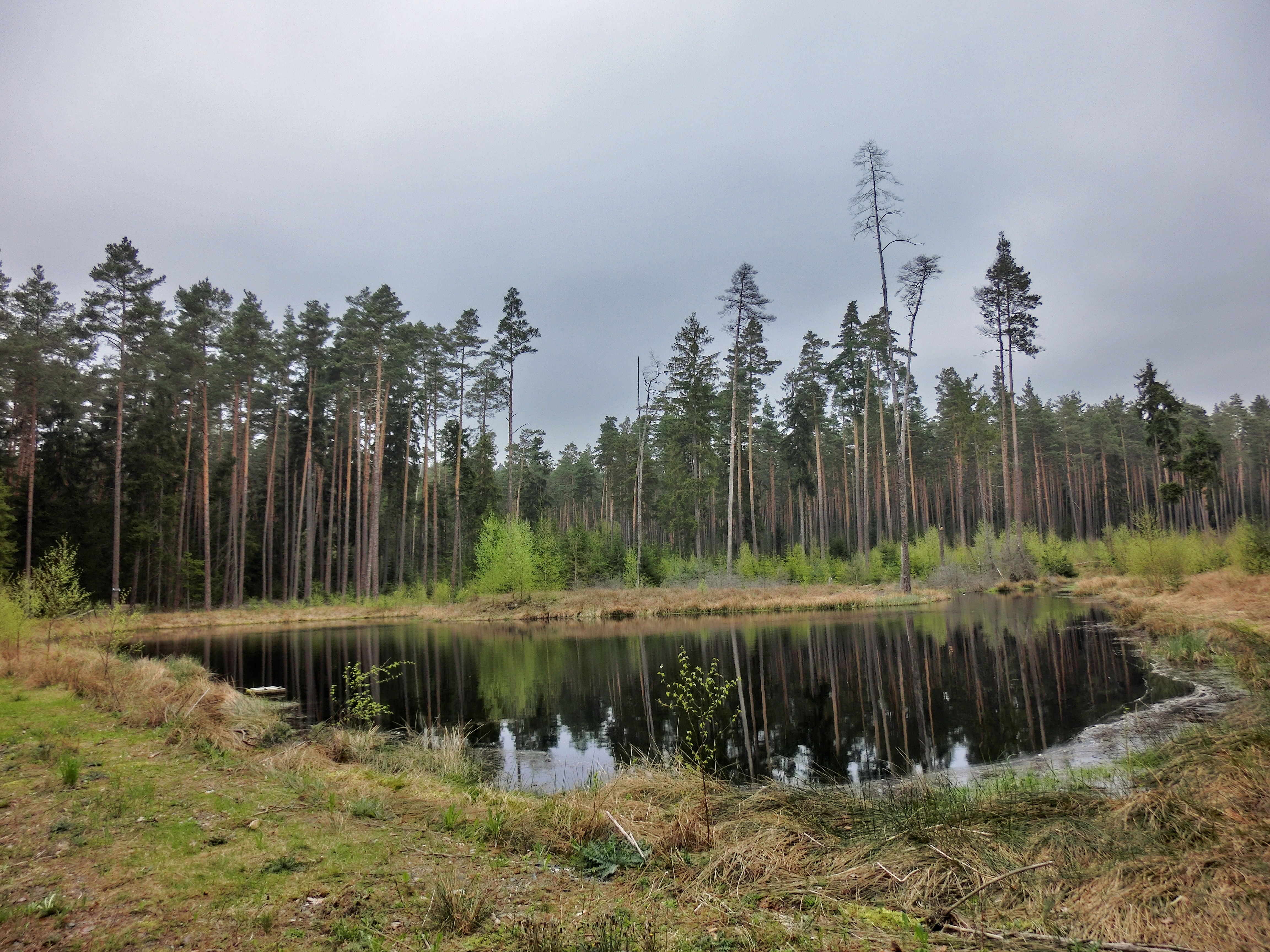
Der Süßenweiher

Der Speinsharter Forst ist ein 11,25 km² großes gemeindefreies Gebiet im Landkreis Neustadt an der Waldnaab in der Oberpfalz. Es ist überwiegend bewaldet und unbewohnt.

## Nachbargemeinden
| Landkreis Bayreuth | Gemeinde Neustadt am Kulm                   |                     |
| Gemeinde Vorbach   | Kompassrose, die auf Nachbargemeinden zeigt | Gemeinde Speinshart |
|                    | Gemeinde Speinshart                         |                     |

## Geschichte
Im Jahr 2016 visierten die angrenzenden Gemeinden Speinshart, Vorbach, Neustadt am Kulm und Speichersdorf die Auflösung des gemeindefreien Gebiets durch Aufteilung zwischen ihnen an. Da jedoch keine Einigung über die Grenzziehungen zustande kam, wurde kein entsprechender Antrag bei der Regierung der Oberpfalz gestellt. Haupthindernis der Einigung war die ehemalige Speinsharter Exklave Dobertshof, die an der nördlichen Landkreisgrenze zwischen dem Speinsharter Forst und der Gemeinde Neustadt am Kulm liegt.

## Nutzung
Das Gebiet wird hauptsächlich forstwirtschaftlich genutzt.